# Vauquelin-Klasse
Die Vauquelin-Klasse  war eine Schiffsklasse von sechs Großzerstörern (franz. Contre-Torpilleurs) der französischen Marine (franz. Marine nationale française) im Zweiten Weltkrieg. Sie war Nachfolger der Aigle-Klasse und Vorgänger der Le-Fantasque-Klasse. Alle Schiffe der Klasse gingen während des Zweiten Weltkriegs verloren.

## Konstruktion
Die Konstruktion der Vauquelin-Klasse war fast identisch mit dem seiner Vorgängerklasse, der Aigle-Klasse. Das Heck wurde modifiziert, um Minen legen zu können, und die Torpedobewaffnung wurde von 2×3 Torpedorohren auf 1×3 und 2×2 Rohre erweitert. Für Strukturbauteile wurde Duraluminium verwendet. Dadurch war die Konstruktion sehr korrosionsanfällig.

## Maschinenanlage
Die Antriebsanlage der Vauquelin-Klasse bestand aus vier Penhoët-Kesseln und zwei Parsons-Turbinen. Diese trieben über zwei Antriebswellen die beiden Schrauben an. Die Maschinen leisteten 64.000 WPS. Damit konnte eine Höchstgeschwindigkeit von 36 kn (etwa 67 km/h) erreicht werden.

## Bewaffnung
Die Hauptartillerie der Vauquelin-Klasse bestand aus fünf 13,86-cm-Geschützen L/40 des Modells 1927 in Einzelaufstellung. Diese Kanone konnte eine 40,4 Kilogramm schwere Granate über eine maximale Distanz von 19.000 m feuern. Als Flugabwehrbewaffnung verfügte die Vauquelin-Klasse bei Indienststellung über vier 3,7-cm-Flugabwehrkanonen L/60 des Modells 1925 in Einzelaufstellung und vier Maschinengewehre 13,2-mm-Hotchkiss M1929 in Doppelaufstellung. Als Torpedobewaffnung verfügten die Zerstörer über sieben Torpedorohre in einer Dreiergruppe und zwei Doppelgruppen für den Torpedo 23DT Toulon. Zur U-Jagd besaß die Vauquelin-Klasse zwei Wasserbombenwerfer am Heck mit zusammen 36 Wasserbomben und konnte bis zu 40 Seeminen aufnehmen.

## Einheiten
| Name           | Bauwerft                                                                         | Kiellegung         | Stapellauf        | Indienststellung   | Verbleib |
| -------------- | -------------------------------------------------------------------------------- | ------------------ | ----------------- | ------------------ | --- |
| Vauquelin      | Ateliers et Chantiers de France, Dünkirchen                                      | 8. Oktober 1928    | 19. Februar 1931  | 10. Oktober 1932   | Am 27. November 1942 in Toulon bei der Selbstversenkung der Vichy-Flotte untergegangen, das Wrack wurde 1951 vor Ort abgebrochen.                                                                                            |
| Kersaint       | Chantiers Navals Français, Caen Ateliers et Chantiers de la Loire, Saint-Nazaire | 19. September 1930 | 14. November 1931 | 31. Dezember 1933  | Am 27. November 1942 in Toulon bei der Selbstversenkung der Vichy-Flotte untergegangen, das Wrack wurde 1950 vor Ort abgebrochen.                                                                                            |
| Cassard        | Ateliers et Chantiers de Bretagne, Nantes                                        | 12. November 1930  | 8. November 1931  | 10. September 1933 | Am 27. November 1942 in Toulon bei der Selbstversenkung der Vichy-Flotte untergegangen, das Wrack wurde 1950 vor Ort abgebrochen.                                                                                            |
| Tartu          | Ateliers et Chantiers de la Loire, Saint-Nazaire                                 | 14. September 1930 | 7. Dezember 1931  | 31. Dezember 1932  | Am 27. November 1942 in Toulon bei der Selbstversenkung der Vichy-Flotte untergegangen, das Wrack wurde 1956 vor Ort abgebrochen.                                                                                            |
| Maillé Brézé   | Ateliers et Chantiers de la Loire, Saint-Nazaire                                 | 9. Oktober 1930    | 9. November 1931  | 6. April 1933      | Am 30. April 1940 kam es im Hafen von Greenock zu einem Unfall an Bord. Ein Torpedo explodierte an Deck und das Schiff sank im Hafen. Am 4. August 1954 wurde es gehoben, nach Port Glasgow geschleppt und dort abgebrochen. |
| Chevalier Paul | Forges et Chantiers de la Méditerranée, La Seyne-sur-Mer                         | 28. Februar 1931   | 21. März 1932     | 20. Juni 1934      | Am 15. Juni 1941 wurde die Le Chevalier Paul vor der syrischen Küste von einem Torpedo einer Fairey Swordfish der 815 Naval Air Squadron versenkt.                                                                           |